# Bjelovarska katedrala
Katedrala sv. Terezije Avilske u Bjelovaru stolna je barokna crkva Bjelovarsko-križevačke biskupije. Nalazi se u središtu grada Bjelovara na Trgu Eugena Kvaternika. Postaje katedrala 2009. godine, a do tada je bila župna crkva.
Na poziv vojne uprave u Bjelovar su 1761. godine došli braća Hubert i Ignacij Diviš, po nacionalnosti Česi, pripadnici crkvenog reda pijarista, koji su odgajali djecu i omladinu. Zatekli su u Bjelovaru malu kapelu, pa su odlučili sagraditi crkvu.
Crkva i škola za pijarste je izgrađena od otete imovine srpskog pravoslavnog manastira Marče. Taj manastir je prvo otet pravoslavnima, monasi su protjerani, pa su u njega silom vlasti iz Beča, useljeni unijatski monasi. Kako je državni projekat sa unijatima u Marči propao, 1755. godine, naseljeni su pijaristi, katolici, koji su tu otvorili školu. Kako ni oni nisu imali uspjeha, jer su im Krajišnici nerado slali djecu u školu, vlast je odlučila ukinuti manastir i pijariste preseliti u novoosnovani Bjelovar. Vlast je okolnim seljacima prodavala veliku manastirsku imovinu (šume, njive...) i od dijela toga novca su pijaristima u Bjelovaru izgradili manastir i školu.
Temelj je položen 10. aprila 1765. godine, a kamen temeljac 12. maja iste godine. Crkva je sagrađena 1770. godine, a posvećena 15. oktobra 1772. godine na praznik sv. Terezije Avilske. Časovnik je postavljen na toranj 1774. godine. Zagrebački biskup Josip Galjuf osveštao je crkvu 15. oktobra 1775. godine. U crkvu je stalo oko 1.000 ljudi. Ispod crkve nalaze se podzemni hodnici za sahranjivanje, ali je u njima sahranjeno malo ljudi.
Crkva je nazvana po sv. Tereziji Avilskoj, španskoj svetici. Ona je bila zaštitnica austrijske carice Marije Terezije, koja je osnovala Bjelovar 1756. godine.
Potres iz 1880. godine oštetio je crkvu i župni dvor. Crkvu je obnovio arhitekta Herman Bole 1888. godine, a 1896. crkva je temeljno obnovljena iznutra.
Crkva sv. Terezije Avilske bila je župna crkva za cijeli grad Bjelovar i bližu okolinu do 1980. godine kada su osnovane nove župe sv. Antuna Padovanskoga i sv. Ane.
Jedna granata pogodila je crkvu i usmrtila tri žene 29. septembra 1991., u vrijeme oružanog sukoba u Bjelovaru između JNA i hrvatske vojske. Poginulim ženama podignuta je spomen-ploča na župnom uredu.
5. decembra 2009. papa Benedikt XVI osnovao je Bjelovarsko-križevačku biskupiju s prvim biskupom Vjekoslavom Huzjakom, pa je crkva postala katedrala sv. Terezije Avilske.